# Callindra arginalis
Callindra arginalis là một loài bướm đêm thuộc phân họ Arctiinae, họ Erebidae.